# Cetatea dacică de la Bretea Mureșană
Este o fortificație dacică situată pe teritoriul României.
- La nord de sat se află înălțimea "Măgura Sârbilor", în acest loc au fost descoperite numeroase vestigii arheologice. În urma investigațiilor, s-au descoperit două straturi culturale, unul aparținând perioadei culturii Coțofeni (faza a III a) și unul de Latenul dacic. Din cea de a doua perioadă s-au descoperit numeroase fragmente ceramice, precum și un vas de mare capacitate care se află expus la Muzeul Civilizației Dacice și Romane din Deva.
- Pe vârful “Măgura”, pe un promontoriu izolat, situat între Bretea Mureșană si Brănișca, s-a descoperit o așezare dacică fortificată natural (sec. I î.C. – I d.C.).